# Peter Francis Williams
Peter Francis Williams (...) è un astronomo amatoriale australiano.
Peter Francis Williams è un astrofilo australiano residente a Heathcote, un suburbio di Sydney: in campo astronomico Williams si occupa principalmente di stelle variabili.
Il 4 novembre 2013, dopo 42 anni di osservazioni, ha raggiunto la raguardevole cifra di 150.000 stime di magnitudine: le sue osservazioni sono registrate presso la AAVSO con la sigla WPX.

## Scoperte
Williams ha scoperto, in ordine cronologico:
- il 10 agosto 1998 la cometa non periodica C/1998 P1 Williams[3]

- il 22 maggio 1999 la nova V382 Vel, scoperta condivisa con Alan C. Gilmore[4]

- il 6 aprile 2006 la nova V2576 Oph[5].

## Riconoscimenti
- Nel 1996 gli è stata assegnata la Berenice Page Medal[6].

- Nel 1999 gli è stato assegnato il Edgar Wilson Award[7].

- Nel 1999 ha ricevuto il 55° The Nova/Supernova Award[8].

- Nel 2006 ha ricevuto il 68° The Nova/Supernova Award[8].

- Nel 2007 ha ricevuto il Gordon Myers Amateur Achievement Award[9]